# Suore di Maria Santissima Consolatrice
Le Suore di Maria Santissima Consolatrice sono un istituto religioso femminile di diritto pontificio: le suore di questa congregazione pospongono al loro nome la sigla S.M.C.

## Storia
Attorno al 1890 le bergamasche Angela Rovaris e Maddalena Defendi iniziarono a dedicarsi a opere di carità in favore della gioventù abbandonata di Torino: alle due si unirono presto altre giovani donne originarie di Venezia, Pavia e del Monferrato e l'arcivescovo di Torino, Davide Riccardi, mise a disposizione della comunità un appartamento nel quartiere del Martinetto.
Assecondando il desiderio dell'arcivescovo di dare un ordinamento giuridico alla comunità per garantirne la sopravvivenza, le donne si rivolsero al gesuita Giuseppe Migliavacca (poi cappuccino con il nome di padre Arsenio da Trigolo) e, il 25 dicembre 1892, le prime dodici suore ricevettero l'abito religioso dando formalmente inizio alla congregazione: in onore della Consolata, patrona della città, le religiose presero il nome di suore di Maria Santissima Consolarice.
Il 2 gennaio 1893 le suore, assieme con le orfanelle che assistevano, si insediarono nell'ex convento dei trinitari scalzi alla Crocetta; quando, nel 1902, Migliavacca lasciò la guida della comunità per ritirarsi in convento a Bergamo, la direzione delle suore fu assunta da Giuseppe Casalegno, ritenuto il cofondatore dell'istituto.
Diffusesi rapidamente in varie località italiane, nel 1937 le suore raggiunsero anche la Cina, dove erano state invitate dai missionari del PIME, e nel 1939 la Tripolitania, su richiesta del vescovo cappuccino Vittorio Facchinetti.
La congregazione ricevette il pontificio decreto di lode il 20 maggio 1915 e l'approvazione pontificia il 22 febbraio 1943.

## Attività e diffusione
Le religiose si dedicano a varie forme di apostolato, particolarmente in favore della gioventù.
Oltre che in Italia, sono presenti in Angola, Burkina Faso, Brasile, Costa d'Avorio, Ecuador; la sede generalizia è a Roma.
Alla fine del 2008 la congregazione contava 397 religiose in 56 case.